# Großer Preis der USA 2007

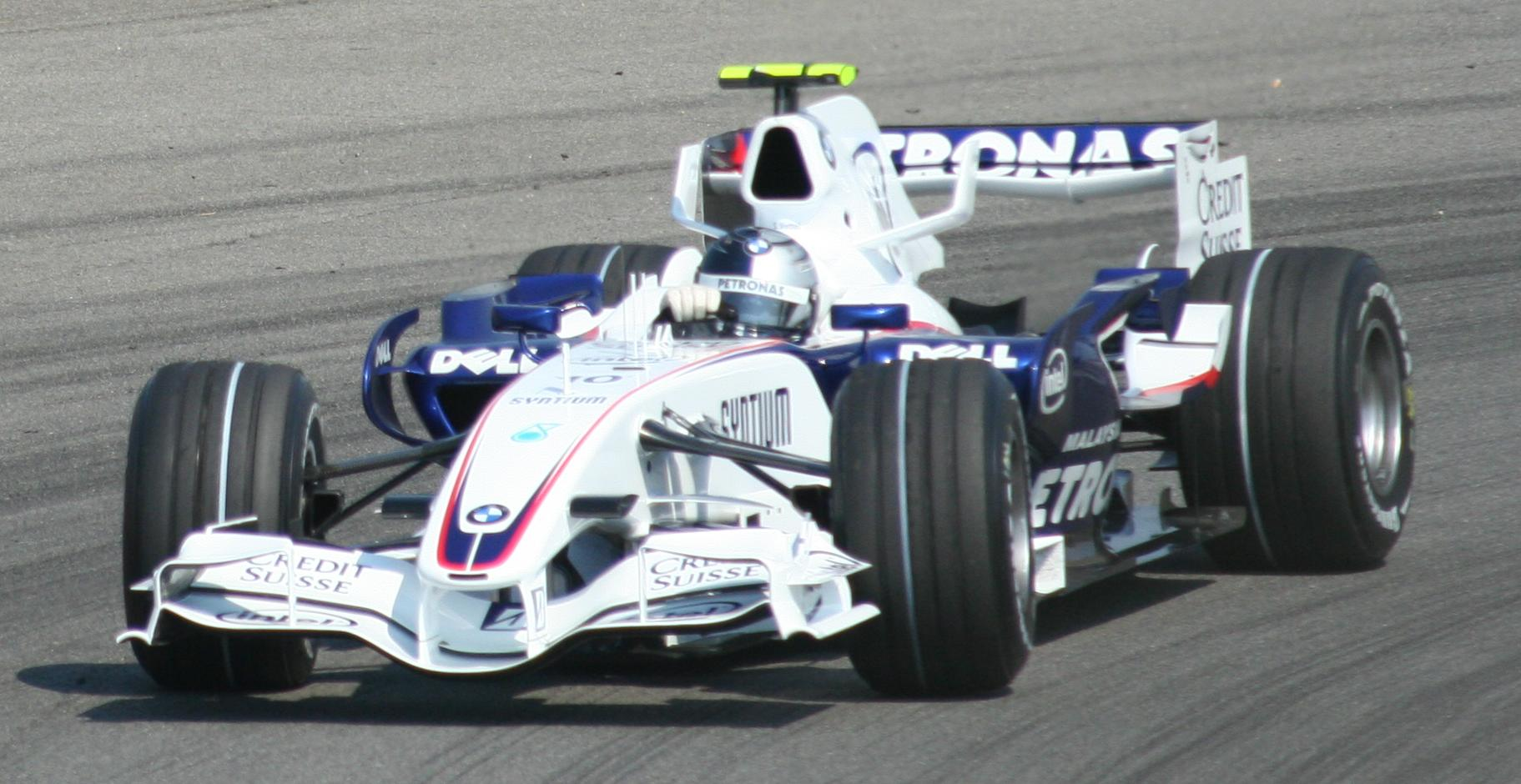
Sebastian Vettel gibt sein Formel-1-Debüt für BMW Sauber

Der Große Preis der USA 2007 (offiziell 2007 Formula 1 United States Grand Prix) fand am 17. Juni auf dem Indianapolis Motor Speedway in Indianapolis statt und war das siebte Rennen der Formel-1-Weltmeisterschaft 2007.

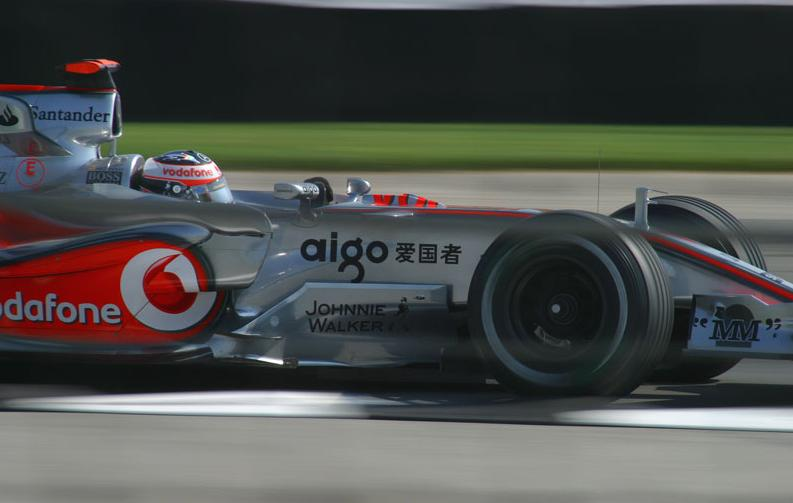
Der zweitplatzierte Fernando Alonso während des Wochenendes

## Bericht

### Hintergrund

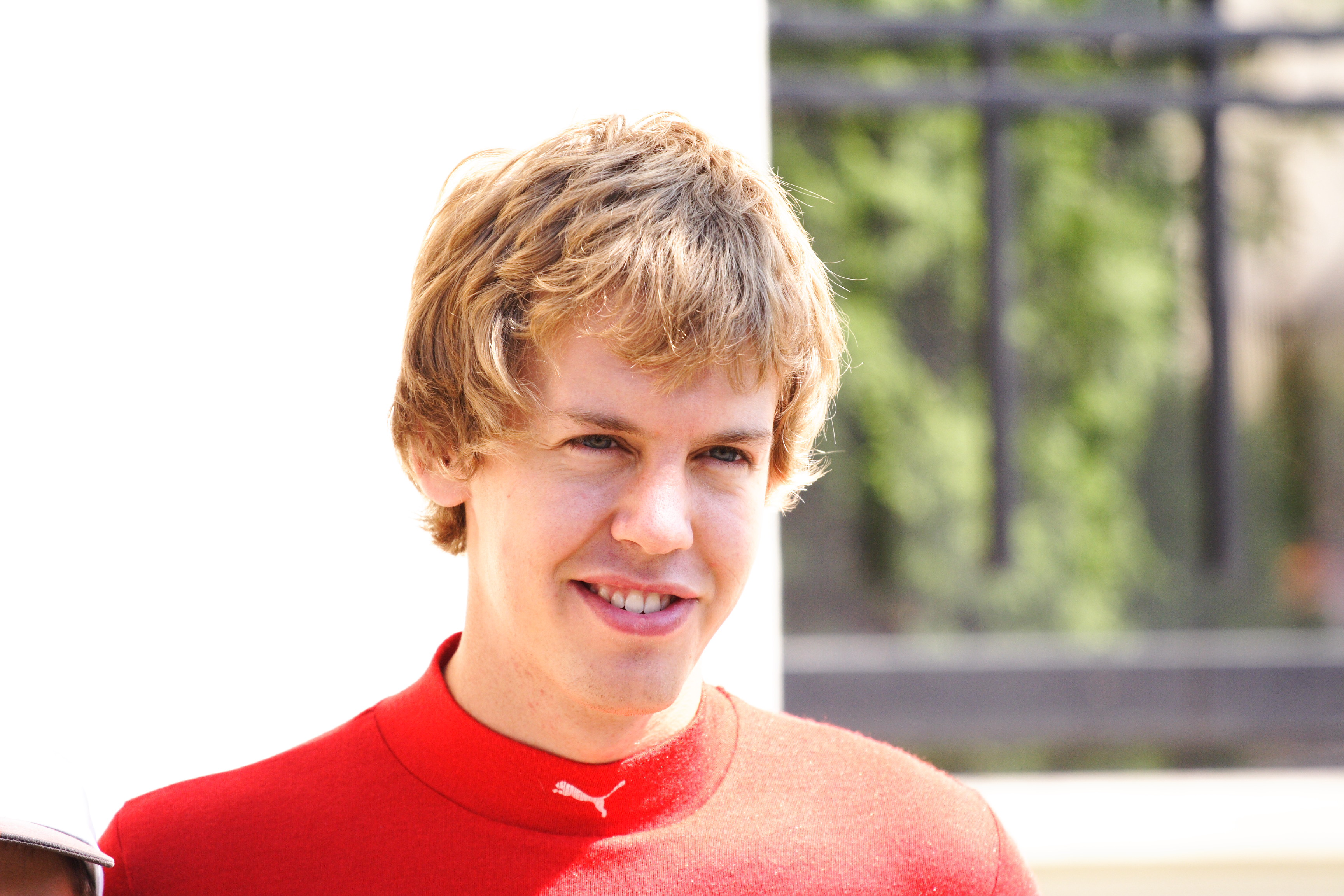
Sebastian Vettel (2007)

Nach dem Großen Preis von Kanada führte Lewis Hamilton in der Fahrerwertung mit acht Punkten vor Fernando Alonso und mit 15 Punkten vor Felipe Massa. In der Konstrukteurswertung führte McLaren-Mercedes mit 28 Punkten vor Ferrari und mit 50 Punkten vor BMW Sauber.
Vor dem Rennwochenende gab es einen Fahrerwechsel: Sebastian Vettel feierte bei diesem Rennen sein Formel-1-Debüt. Er ersetzte bei BMW Sauber den verletzten Robert Kubica.
Der Große Preis von USA wurde letztmals auf dem Indianapolis Motor Speedway ausgetragen. Nach fünf Jahren ohne Grand Prix wird seit dem Jahr 2012 der Große Preis der USA in Austin auf dem Circuit of The Americas ausgetragen.
Mit Rubens Barrichello (einmal) trat ein ehemaliger Sieger zu diesem Grand Prix an.

### Training
Im ersten freien Training fuhr Alonso in 1:11,925 Minuten die schnellste Zeit vor Nick Heidfeld und Hamilton.
Im zweiten freien Training war erneut Alonso mit 1:12,156 Minuten Schnellster, gefolgt von Hamilton und Massa.
Das dritte freie Training entschied mit einer Zeit von 1:12,150 Minuten wieder Alonso für sich. Vettel wurde Zweiter, Hamilton Dritter.

### Qualifying
Das Qualifying bestand aus drei Teilen mit einer Nettolaufzeit von 45 Minuten. Im ersten Qualifying-Segment (Q1) hatten die Fahrer 18 Minuten Zeit, um sich für das Rennen zu qualifizieren. Die besten 16 Fahrer erreichten den nächsten Teil. Alonso fuhr mit 1:12,416 Minuten die beste Rundenzeit. Alexander Wurz, Takuma Satō, beide Toro Rosso und beide Spyker schieden aus.
Im zweiten Qualifikationsabschnitt (Q2) war erneut Alonso mit 1:11,926 Minuten Schnellster. David Coulthard, Ralf Schumacher, beide Honda, Nico Rosberg und Anthony Davidson schieden aus.
Im letzten Qualifikationsabschnitt (Q3) fuhr dann Hamilton mit 1:12,331 Minuten die schnellste Runde und sicherte sich seine zweite Pole-Position. Zweiter wurde Alonso vor Massa. Vettel beendete sein erstes Qualifying auf dem siebten Platz.

### Rennen
Hamilton behielt beim Start die Führung und verteidigte diese gegen Alonso. Dahinter folgten Massa, Heidfeld, Heikki Kovalainen und Kimi Räikkönen, der einzige, der mit der harten Mischung startete. Durch einen Dreierkontakt schieden die drei Routiniers Ralf Schumacher, Coulthard und Barrichello sofort aus. Giancarlo Fisichella drehte sich um und fügte sich ganz hinten wieder ein.

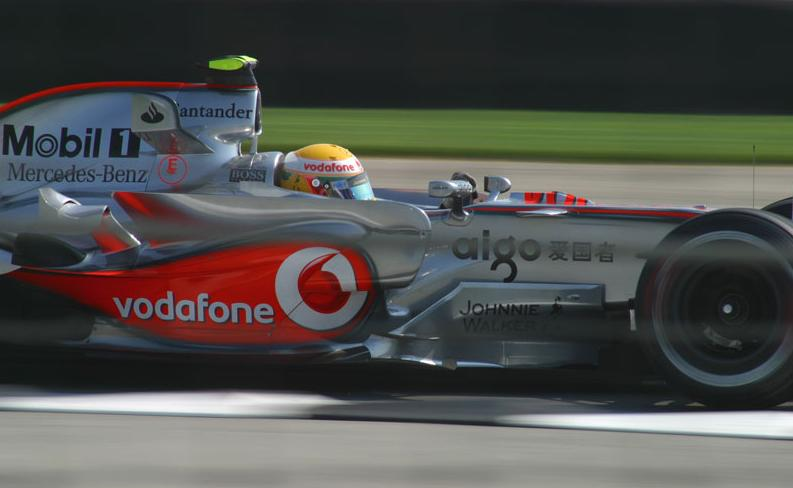
Rennsieger Lewis Hamilton im McLaren-Mercedes

Hamilton baute einen Vorsprung von vier Sekunden auf Alonso auf. In der 21. Runde bog Heidfeld in die Box ab und wurde von den beiden Finnen, die hinter ihm waren, überholt. Am Ende der Runde folgten dann Hamilton und Massa. Alonso dann eine Runde später, während Räikkönen in der 24. Runde anhielt. Kovalainen führte das Rennen fünf Runden lang an: Als er aus der Box kam, überholte Räikkönen ihn. Heidfeld, der auf den harten Reifen unterwegs war, blieb vor den beiden. In dieser Phase war Alonso schneller als Hamilton und holte den Rückstand auf. In der 38. Runde gelang es dem Spanier, sich dem Engländer auf der Hauptgeraden anzuschließen, doch Hamiltons Verteidigung auf der Innenseite ließ keinen Raum. Rosberg, der lange Zeit Vierter gewesen war, tankte in der 40. Runde das einzige Mal im Rennen.
Hinter den beiden von McLaren lagen nun die Ferrari von Massa mit zwölf Sekunden und Räikkönen mit 17 Sekunden Rückstand, welcher aber schneller als sein Teamkollege war. Von der 50. bis zur 52. Runde veränderte die zweite Boxenstopprunde die Positionen nicht. Räikkönen, der jetzt der einzige auf den weichen Reifen war, war der Schnellste auf der Strecke, er holte Massa ein und attackierte ihn in jeder Kurve, konnte ihn aber nicht überholen. An der Ferrari-Mauer wurde offenbar entschieden, dass der 15-Sekunden-Vorsprung des McLaren-Duos zu groß ist, um einen Positionstausch zu bestimmen. Die Ausfälle von Heidfeld, der zu diesem Zeitpunkt Fünfter war, und Rosberg, der Sechster war, bestimmten die verbleibenden Punkteränge, in die auch Rookie Vettel fuhr.

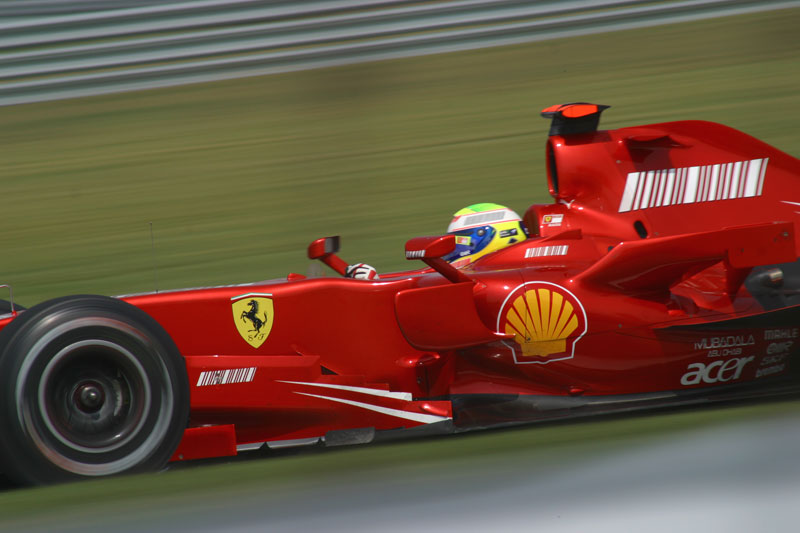
Der drittplatzierte Felipe Massa während des Wochenendes

Hamilton holte schlussendlich seinen zweiten Sieg in Folge vor Alonso und Massa. Er konnte in der Fahrerwertung daher seinen Vorsprung ausbauen. Für Hamilton war es außerdem im siebten Formel-1-Rennen das siebte Podium. Die restlichen Punkteplatzierungen belegten Räikkönen, Kovalainen, Jarno Trulli, Mark Webber und Vettel.
In der Konstrukteurswertung blieben die ersten drei Positionen unverändert. McLaren-Mercedes konnte sich mit dem Doppelsieg weiter von der Konkurrenz absetzen.

## Meldeliste
| Team                        | Nr. | Fahrer               | Chassis           | Motor                | Reifen |
| --------------------------- | --- | -------------------- | ----------------- | -------------------- | ------ |
| Vodafone McLaren Mercedes   | 01  | Fernando Alonso      | McLaren MP4-22    | Mercedes-Benz 2.4 V8 | B      |
| Vodafone McLaren Mercedes   | 02  | Lewis Hamilton       | McLaren MP4-22    | Mercedes-Benz 2.4 V8 | B      |
| ING Renault F1 Team         | 03  | Giancarlo Fisichella | Renault R27       | Renault 2.4 V8       | B      |
| ING Renault F1 Team         | 04  | Heikki Kovalainen    | Renault R27       | Renault 2.4 V8       | B      |
| Scuderia Ferrari Marlboro   | 05  | Felipe Massa         | Ferrari F2007     | Ferrari 2.4 V8       | B      |
| Scuderia Ferrari Marlboro   | 06  | Kimi Räikkönen       | Ferrari F2007     | Ferrari 2.4 V8       | B      |
| Honda Racing F1 Team        | 07  | Jenson Button        | Honda RA107       | Honda 2.4 V8         | B      |
| Honda Racing F1 Team        | 08  | Rubens Barrichello   | Honda RA107       | Honda 2.4 V8         | B      |
| BMW Sauber F1 Team          | 09  | Nick Heidfeld        | BMW Sauber F1.07  | BMW 2.4 V8           | B      |
| BMW Sauber F1 Team          | 10  | Sebastian Vettel     | BMW Sauber F1.07  | BMW 2.4 V8           | B      |
| Panasonic Toyota Racing     | 11  | Ralf Schumacher      | Toyota TF107      | Toyota 2.4 V8        | B      |
| Panasonic Toyota Racing     | 12  | Jarno Trulli         | Toyota TF107      | Toyota 2.4 V8        | B      |
| Red Bull Racing             | 14  | David Coulthard      | Red Bull RB3      | Renault 2.4 V8       | B      |
| Red Bull Racing             | 15  | Mark Webber          | Red Bull RB3      | Renault 2.4 V8       | B      |
| AT&T Williams               | 16  | Nico Rosberg         | Williams FW29     | Toyota 2.4 V8        | B      |
| AT&T Williams               | 17  | Alexander Wurz       | Williams FW29     | Toyota 2.4 V8        | B      |
| Scuderia Toro Rosso         | 18  | Vitantonio Liuzzi    | Toro Rosso STR-02 | Ferrari 2.4 V8       | B      |
| Scuderia Toro Rosso         | 19  | Scott Speed          | Toro Rosso STR-02 | Ferrari 2.4 V8       | B      |
| Etihad Aldar Spyker F1 Team | 20  | Adrian Sutil         | Spyker F8-VII     | Ferrari 2.4 V8       | B      |
| Etihad Aldar Spyker F1 Team | 21  | Christijan Albers    | Spyker F8-VII     | Ferrari 2.4 V8       | B      |
| Super Aguri F1 Team         | 22  | Takuma Satō          | Super Aguri SA07  | Honda 2.4 V8         | B      |
| Super Aguri F1 Team         | 23  | Anthony Davidson     | Super Aguri SA07  | Honda 2.4 V8         | B      |

## Klassifikation

### Qualifying
| Pos. | Fahrer               | Konstrukteur       | Q1       | Q2       | Q3       | Start |
| ---- | -------------------- | ------------------ | -------- | -------- | -------- | ----- |
| 01   | Lewis Hamilton       | McLaren-Mercedes   | 1:12,563 | 1:12,065 | 1:12,331 | 01    |
| 02   | Fernando Alonso      | McLaren-Mercedes   | 1:12,416 | 1:11,926 | 1:12,500 | 02    |
| 03   | Felipe Massa         | Ferrari            | 1:12,731 | 1:12,180 | 1:12,703 | 03    |
| 04   | Kimi Räikkönen       | Ferrari            | 1:12,732 | 1:12,111 | 1:12,839 | 04    |
| 05   | Nick Heidfeld        | BMW Sauber         | 1:12,543 | 1:12,188 | 1:12,847 | 05    |
| 06   | Heikki Kovalainen    | Renault            | 1:12,998 | 1:12,599 | 1:13,308 | 06    |
| 07   | Sebastian Vettel     | BMW Sauber         | 1:12,711 | 1:12,644 | 1:13,513 | 07    |
| 08   | Jarno Trulli         | Toyota             | 1:13,186 | 1:12,828 | 1:13,789 | 08    |
| 09   | Mark Webber          | Red Bull-Renault   | 1:13,425 | 1:12,788 | 1:13,871 | 09    |
| 10   | Giancarlo Fisichella | Renault            | 1:13,168 | 1:12,603 | 1:13,953 | 10    |
| 11   | David Coulthard      | Red Bull-Renault   | 1:13,424 | 1:12,828 | –        | 11    |
| 12   | Ralf Schumacher      | Toyota             | 1:12,851 | 1:12,920 | –        | 12    |
| 13   | Jenson Button        | Honda              | 1:13,306 | 1:12,998 | –        | 13    |
| 14   | Nico Rosberg         | Williams-Toyota    | 1:13,128 | 1:13,060 | –        | 14    |
| 15   | Rubens Barrichello   | Honda              | 1:13,203 | 1:13,201 | –        | 15    |
| 16   | Anthony Davidson     | Super Aguri-Honda  | 1:13,164 | 1:13,259 | –        | 16    |
| 17   | Alexander Wurz       | Williams-Toyota    | 1:13,441 | –        | –        | 17    |
| 18   | Takuma Satō          | Super Aguri-Honda  | 1:13,477 | –        | –        | 18    |
| 19   | Vitantonio Liuzzi    | Toro Rosso-Ferrari | 1:13,484 | –        | –        | 19    |
| 20   | Scott Speed          | Toro Rosso-Ferrari | 1:13,712 | –        | –        | 20    |
| 21   | Adrian Sutil         | Spyker-Ferrari     | 1:14,112 | –        | –        | 21    |
| 22   | Christijan Albers    | Spyker-Ferrari     | 1:14,597 | –        | –        | 22    |

### Rennen
| Pos. | Fahrer               | Konstrukteur       | Runden | Stopps | Zeit        | Start | Schnellste Runde |
| ---- | -------------------- | ------------------ | ------ | ------ | ----------- | ----- | ---------------- |
| 01   | Lewis Hamilton       | McLaren-Mercedes   | 73     | 2      | 1:31:09,965 | 01    | 1:13,222 (20.)   |
| 02   | Fernando Alonso      | McLaren-Mercedes   | 73     | 2      | + 1,518     | 02    | 1:13,257 (21.)   |
| 03   | Felipe Massa         | Ferrari            | 73     | 2      | + 12,842    | 03    | 1:13,380 (50.)   |
| 04   | Kimi Räikkönen       | Ferrari            | 73     | 2      | + 15,422    | 04    | 1:13,117 (49.)   |
| 05   | Heikki Kovalainen    | Renault            | 73     | 2      | + 41,402    | 06    | 1:13,998 (67.)   |
| 06   | Jarno Trulli         | Toyota             | 73     | 2      | + 1:06,703  | 08    | 1:14,016 (30.)   |
| 07   | Mark Webber          | Red Bull-Renault   | 73     | 2      | + 1:07,331  | 09    | 1:14,004 (57.)   |
| 08   | Sebastian Vettel     | BMW Sauber         | 73     | 2      | + 1:07,783  | 07    | 1:13,862 (53.)   |
| 09   | Giancarlo Fisichella | Renault            | 72     | 1      | + 1 Runde   | 10    | 1:14,009 (67.)   |
| 10   | Alexander Wurz       | Williams-Toyota    | 72     | 1      | + 1 Runde   | 17    | 1:14,486 (41.)   |
| 11   | Anthony Davidson     | Super Aguri-Honda  | 72     | 2      | + 1 Runde   | 16    | 1:14,066 (55.)   |
| 12   | Jenson Button        | Honda              | 72     | 1      | + 1 Runde   | 13    | 1:14,703 (42.)   |
| 13   | Scott Speed          | Toro Rosso-Ferrari | 71     | 1      | + 2 Runden  | 20    | 1:15,092 (66.)   |
| 14   | Adrian Sutil         | Spyker-Ferrari     | 71     | 2      | + 2 Runden  | 21    | 1:14,858 (49.)   |
| 15   | Christijan Albers    | Spyker-Ferrari     | 70     | 1      | + 3 Runden  | 22    | 1:15,902 (65.)   |
| 16   | Nico Rosberg         | Williams-Toyota    | 68     | 1      | + 5 Runden  | 14    | 1:14,066 (34.)   |
| 17   | Vitantonio Liuzzi    | Toro Rosso-Ferrari | 68     | 1      | + 5 Runden  | 19    | 1:15,426 (64.)   |
| –    | Nick Heidfeld        | BMW Sauber         | 56     | 2      | DNF         | 05    | 1:13,414 (20.)   |
| –    | Takuma Satō          | Super Aguri-Honda  | 14     | 0      | DNF         | 18    | 1:16,680 (08.)   |
| –    | Rubens Barrichello   | Honda              | 0      | 0      | DNF         | 15    | –                |
| –    | David Coulthard      | Red Bull-Renault   | 0      | 0      | DNF         | 11    | –                |
| –    | Ralf Schumacher      | Toyota             | 0      | 0      | DNF         | 12    | –                |

## WM-Stände nach dem Rennen
Die ersten acht des Rennens bekamen 10, 8, 6, 5, 4, 3, 2 bzw. 1 Punkt(e).

### Fahrerwertung
| Pos. | Fahrer               | Konstrukteur     | Punkte |
| ---- | -------------------- | ---------------- | ------ |
| 01   | Lewis Hamilton       | McLaren-Mercedes | 58     |
| 02   | Fernando Alonso      | McLaren-Mercedes | 48     |
| 03   | Felipe Massa         | Ferrari          | 39     |
| 04   | Kimi Räikkönen       | Ferrari          | 32     |
| 05   | Nick Heidfeld        | BMW Sauber       | 26     |
| 06   | Giancarlo Fisichella | Renault          | 13     |
| 07   | Robert Kubica        | BMW Sauber       | 12     |
| 08   | Heikki Kovalainen    | Renault          | 12     |
| 09   | Alexander Wurz       | Williams-Toyota  | 8      |
| 10   | Jarno Trulli         | Toyota           | 7      |
| 11   | Nico Rosberg         | Williams-Toyota  | 5      |
| 12   | David Coulthard      | Red Bull-Renault | 4      |

| Pos. | Fahrer             | Konstrukteur       | Punkte |
| ---- | ------------------ | ------------------ | ------ |
| 13   | Takuma Satō        | Super Aguri-Honda  | 4      |
| 14   | Mark Webber        | Red Bull-Renault   | 2      |
| 15   | Ralf Schumacher    | Toyota             | 2      |
| 16   | Sebastian Vettel   | BMW Sauber         | 1      |
| 17   | Scott Speed        | Toro Rosso-Ferrari | 0      |
| 18   | Rubens Barrichello | Honda              | 0      |
| 19   | Anthony Davidson   | Super Aguri-Honda  | 0      |
| 20   | Jenson Button      | Honda              | 0      |
| 21   | Adrian Sutil       | Spyker-Ferrari     | 0      |
| 22   | Christijan Albers  | Spyker-Ferrari     | 0      |
| 23   | Vitantonio Liuzzi  | Toro Rosso-Ferrari | 0      |

### Konstrukteurswertung
| Pos. | Konstrukteur     | Punkte |
| ---- | ---------------- | ------ |
| 01   | McLaren Mercedes | 106    |
| 02   | Ferrari          | 71     |
| 03   | BMW Sauber       | 39     |
| 04   | Renault          | 25     |
| 05   | Williams-Toyota  | 13     |
| 06   | Toyota           | 9      |

| Pos. | Konstrukteur       | Punkte |
| ---- | ------------------ | ------ |
| 07   | Red Bull-Renault   | 6      |
| 08   | Super Aguri-Honda  | 4      |
| 09   | Toro Rosso-Ferrari | 0      |
| 10   | Honda              | 0      |
| 11   | Spyker-Ferrari     | 0      |